# Máire Wyse Power
Maura "Máire" Wyse Power (9 décembre 1887 - 19 juillet 1916) est une universitaire irlandaise érudite en celtique.

## Biographie
Maura "Máire" Wyse Power est née au 7 Royal Terrace (désormais Inverness Road) à Fairview, Dublin, le 9 décembre 1887. Elle est l'une des quatre enfants de Jennie et John Wyse Power, tous deux nationalistes actifs. Sa sœur cadette, Nancy, deviendra également une universitaire celtique. La famille est amie avec celle de James Joyce, et Wyse Power aurait inspiré le personnage de Mary Elizabeth Cleary dans Stephen le héros.
Elle fréquente le Loreto College, Stephen's Green puis l'University College Dublin (UCD) où elle est l'une des rares femmes autorisées à l'époque. Elle est diplômée d'un baccalauréat spécialisé en études celtiques. Elle développe son amour pour l'irlandais pendant de nombreuses vacances en famille au Gaeltacht à Ring, dans le comté de Waterford. Avec sa sœur et son frère, Wyse Power est membre de la Ligue gaélique (Conradh na Gaeilge), remportant un prix pour l'irlandais en 1905. Après avoir obtenu son diplôme de l'UCD, elle obtient une bourse de voyage, allant d'abord à l'Université de Marbourg, en Allemagne, puis à l'Université de Fribourg, étudiant avec Rudolf Thurneysen.
Son travail de 1912 sur un traité d'astronomie en irlandais du XVe siècle, achevé sous la supervision d'Osborn Bergin, est choisi pour être publié par l'Irish Texts Society. Il est publié sous le titre An Irish astronomical tract en 1914 aux côtés d'une traduction et d'un commentaire en anglais, et l'établit en tant qu'érudite celtique. Elle gagne sa vie en tant qu'examinatrice à temps partiel pour le Conseil d'administration du gouvernement tout en menant ses propres recherches. Elle perd son emploi en 1916, car elle est accusée de sympathie avec ceux qui ont pris part à l'Insurrection de 1916. Elle est réintégrée, mais travaille très dur pour fournir les résultats d'examen les plus précis. C'est cette pression au travail qui est blâmée pour une forte baisse de sa santé.
Wyse Power meurt le 19 juillet 1916 au domicile d'un ami de la famille à Sandycove, Dublin, après une courte maladie. Sa mort est consignée comme résultant d'« asthme cardiaque », mais la biographe de sa mère, Maire O'Neill, émet l'hypothèse que cela pourrait être un euphémisme pour la tuberculose. Elle est enterrée au cimetière de Glasnevin. Ses parents lui érige une plaque commémorative à l'église de l'Université, St Stephen's Green. Son article sur les poèmes historiques irlandais du livre de Lismore, « Cnuche Cnoc os cionn Life », est publié à titre posthume dans le Zeitschrift für Celtische Philologie (1917),.